# Desești (gmina)
Desești – gmina w Rumunii, w okręgu Marmarosz. Obejmuje miejscowości Desești, Hărnicești i Mara. W 2011 roku liczyła 2341 mieszkańców.